# Mistrovství světa ve volejbale mužů 1970
7. mistrovství světa  ve volejbale mužů proběhlo v dnech 20. 9. – 2. 10. v Bulharsku.
Turnaje se zúčastnilo 24 družstev, rozdělených do čtyř šestičlenných skupin. První dva týmy z každé skupiny postoupily do finále kde se hrálo o titul mistra světa, družstva na 3. a 4. místě hrála ve skupině o 9. – 16. místo a družstva na 5. a 6. místě hrála ve skupině o 17. – 24. místo. Mistrem světa se stalo družstvo NDR.

## Výsledky a tabulky

### Skupina A
|    |            | BUL | BEL | YUG | ITA | ISR | IRN | V | P | Skóre | B  |
| 1. | Bulharsko  | *** | 3:0 | 3:0 | 3:0 | 3:0 | 3:0 | 5 | 0 | 15:0  | 10 |
| 2. | Belgie     | 0:3 | *** | 3:0 | 3:1 | 3:0 | 3:0 | 4 | 1 | 12:4  | 9  |
| 3. | Jugoslávie | 0:3 | 0:3 | *** | 3:2 | 3:0 | 3:2 | 3 | 2 | 9:10  | 8  |
| 4. | Itálie     | 0:3 | 1:3 | 2:3 | *** | 3:0 | 3:0 | 2 | 3 | 9:9   | 7  |
| 5. | Izrael     | 0:3 | 0:3 | 0:3 | 0:3 | *** | 3:0 | 1 | 4 | 3:12  | 6  |
| 6. | Írán       | 0:3 | 0:3 | 2:3 | 0:3 | 0:3 | *** | 0 | 5 | 2:15  | 5  |

 Jugoslávie –  Írán 3:2 (13:15, 15:3, 15:11, 12:15, 15:2)
20. září 1970 (16.00) – Sofie
 Bulharsko –  Itálie 3:0 (15:6, 15:7, 15:8) 
20. září 1970 (18.00) – Sofie
 Belgie –  Izrael 3:0 (15:5, 15:4, 15:9) 
20. září 1970 (20.00) – Sofie
 Jugoslávie –  Itálie 3:2 (8:15, 8:15, 15:7, 15:13, 15:5)
21. září 1970 (16.00) – Sofie
 Bulharsko –  Belgie 3:0 (15:10, 15:8, 15:6) 
21. září 1970 (18.00) – Sofie
 Izrael –  Írán 3:0 (15:6, 15:4, 15:9) 
21. září 1970 (20.00) – Sofie
 Jugoslávie –  Izrael 3:0 (15:12, 15:10, 15:10)
22. září 1970 – Sofie
 Bulharsko –  Írán 3:0 (15:4, 15:5, 15:3) 
22. září 1970 (18.00) – Sofie
 Belgie –  Itálie 3:1 (6:15, 15:7, 15:6, 15:12) 
22. září 1970 (20.00) – Sofie
 Itálie –  Izrael 3:0 (15:10, 15:4, 15:12) 
23. září 1970 (10.00) – Sofie
 Belgie –  Írán 3:0 (15:11, 15:5, 15:13) 
23. září 1970 (12.00) – Sofie
 Bulharsko –  Jugoslávie 3:0 (15:11, 15:7, 15:12) 
23. září 1970 (20.00) – Sofie
 Itálie –  Írán 3:0 (15:2, 15:6, 15:3) 
24. září 1970 (10.00) – Sofie
 Bulharsko –  Izrael 3:0 (15:5, 15:4, 15:8) 
24. září 1970 (18.00) – Sofie
 Belgie –  Jugoslávie 3:0 (15:11, 15:6, 15:7)
24. září 1970 (20.00) – Sofie

### Skupina B
|    |          | TCH | POL | HUN | BRA | USA | FIN | V | P | Skóre | B  |
| 1. | ČSSR     | *** | 3:2 | 3:1 | 3:1 | 3:0 | 3:0 | 5 | 0 | 15:4  | 10 |
| 2. | Polsko   | 2:3 | *** | 3:2 | 3:1 | 3:1 | 3:1 | 4 | 1 | 14:8  | 9  |
| 3. | Maďarsko | 1:3 | 2:3 | *** | 3:1 | 3:0 | 3:1 | 3 | 2 | 12:8  | 8  |
| 4. | Brazílie | 1:3 | 1:3 | 1:3 | *** | 3:0 | 3:1 | 2 | 3 | 9:10  | 7  |
| 5. | USA      | 0:3 | 1:3 | 0:3 | 0:3 | *** | 3:2 | 1 | 4 | 4:14  | 6  |
| 6. | Finsko   | 0:3 | 1:3 | 1:3 | 1:3 | 2:3 | *** | 0 | 5 | 5:15  | 5  |

 Polsko –  Finsko 3:1 (13:15, 15:9, 15:6, 15:7) 
20. září 1970 (16.00) – Jambol
 Maďarsko –  USA 3:0 (15:12, 16:14, 15:6)
20. září 1970 (18.00) – Jambol
 Československo –  Brazílie 3:1 (15:13, 15:5, 15:17, 15:4) 
20. září 1970 (20.00) – Jambol
 USA –  Finsko 3:2 (15:7, 15:12, 8:15, 14:16, 15:13)
21. září 1970 (16.00) – Jambol
 Polsko –  Brazílie 3:1 (15:11, 15:12, 13:15, 15:6) 
21. září 1970 (18.00) – Jambol
 Československo –  Maďarsko 3:1 (10:15, 15:11, 15:11, 15:7) 
21. září 1970 (20.00) – Jambol
 Československo –  Finsko 3:0 (15:10, 15:3, 15:10) 
22. září 1970 (16.00) – Jambol
 Polsko –  USA 3:1 (15:11, 17:15, 13:15, 15:6) 
22. září 1970 (18.00) – Jambol
 Maďarsko –  Brazílie 3:1 (15:7, 15:13, 14:16, 15:6) 
22. září 1970 (20.00) – Jambol
 Brazílie –  Finsko 3:1 (15:11, 15:5, 11:15, 15:11)
23. září 1970 (16.00) – Jambol
 Polsko –  Maďarsko 3:2 (15:11, 11:15, 15:10, 13:15, 15:6)
23. září 1970 (18.00) – Jambol
 Československo –  USA 3:0 (15:5, 16:14, 15:2) 
23. září 1970 (20.00) – Jambol
 Maďarsko –  Finsko 3:1 (14:16, 15:10, 15:6, 15:13) 
24. září 1970 (16.00) – Jambol
 Brazílie –  USA 3:0 (15:12, 15:6, 15:13) 
24. září 1970 (18.00) – Jambol
 Československo –  Polsko 3:2 (15:13, 16:18, 13:15, 15:6, 15:13)
24. září 1970 (20.00) – Jambol

### Skupina C
|    |            | JPN | ROM | PRK | NED | FRA | VEN | V | P | Skóre | B  |
| 1. | Japonsko   | *** | 3:0 | 3:0 | 3:0 | 3:0 | 3:0 | 5 | 0 | 15:0  | 10 |
| 2. | Rumunsko   | 0:3 | *** | 3:1 | 3:0 | 3:0 | 3:0 | 4 | 1 | 12:4  | 9  |
| 3. | KLDR       | 0:3 | 1:3 | *** | 1:3 | 3:0 | 3:0 | 2 | 3 | 8:9   | 7  |
| 4. | Nizozemsko | 0:3 | 0:3 | 3:1 | *** | 2:3 | 3:0 | 2 | 3 | 8:10  | 7  |
| 5. | Francie    | 0:3 | 0:3 | 0:3 | 3:2 | *** | 3:1 | 2 | 3 | 6:12  | 7  |
| 6. | Venezuela  | 0:3 | 0:3 | 0:3 | 0:3 | 1:3 | *** | 0 | 5 | 1:15  | 5  |

 Nizozemsko –  Venezuela 3:0 (15:8, 15:3, 15:8) 
20. září 1970 (16.00) – Chaskovo
 Rumunsko –  Francie 3:0 (15:10, 15:12, 15:5) 
20. září 1970 (18.00) – Chaskovo
 Japonsko –  KLDR 3:0 (15:6, 15:12, 15:7) 
20. září 1970 (20.00) – Chaskovo
 Francie –  Venezuela 3:1 (15:6, 15:7, 13:15, 15:11) 
21. září 1970 (16.00) – Chaskovo
 Nizozemsko –  KLDR 3:1 (15:11, 15:12, 6:15, 15:5) 
21. září 1970 (18.00) – Chaskovo
 Japonsko –  Rumunsko 3:0 (15:7, 15:11, 16:14) 
21. září 1970 (16.00) – Chaskovo
 Francie –  Nizozemsko 3:2 (10:15, 11:15, 15:12, 15:13, 17:15)
22. září 1970 (16.00) – Chaskovo
 Japonsko –  Venezuela 3:0 (15:2, 15:3, 15:1) 
22. září 1970 (18.00) – Chaskovo
 Rumunsko –  KLDR 3:1 (15:9, 12:15, 15:6, 15:11) 
22. září 1970 (20.00) – Chaskovo
 Japonsko –  Francie 3:0 (15:7, 15:5, 15:9)
23. září 1970 (16.00) – Chaskovo
 KLDR –  Venezuela 3:0 (15:1, 15:4, 15:6) 
23. září 1970 (18.00) – Chaskovo
 Rumunsko –  Nizozemsko 3:0 (15:9, 15:6, 15:10) 
23. září 1970 (20.00) – Chaskovo
 Japonsko –  Nizozemsko 3:0 (15:6, 15:10, 15:9) 
24. září 1970 (16.00) – Chaskovo
 Rumunsko –  Venezuela 3:1 (15:13, 9:15, 15:5, 15:9) 
24. září 1970 (18.00) – Chaskovo
 KLDR –  Francie 3:0 (15:5, 15:5, 15:13)
24. září 1970 (20.00) – Chaskovo

### Skupina D
|    |           | GDR | URS | CUB | MNG | TUN | GUI | V | P | Skóre | B  |
| 1. | NDR       | *** | 3:1 | 3:0 | 3:0 | 3:0 | 3:0 | 5 | 0 | 15:1  | 10 |
| 2. | SSSR      | 1:3 | *** | 3:0 | 3:0 | 3:0 | 3:0 | 4 | 1 | 13:3  | 9  |
| 3. | Kuba      | 0:3 | 0:3 | *** | 3:0 | 3:0 | 3:0 | 3 | 2 | 9:6   | 8  |
| 4. | Mongolsko | 0:3 | 0:3 | 0:3 | *** | 2:3 | 3:1 | 1 | 4 | 5:13  | 6  |
| 5. | Tunisko   | 0:3 | 0:3 | 0:3 | 3:2 | *** | 2:3 | 1 | 4 | 5:14  | 6  |
| 6. | Guinea    | 0:3 | 0:3 | 0:3 | 1:3 | 3:2 | *** | 1 | 4 | 4:15  | 6  |

 SSSR –  Tunisko 3:0 (15:3, 15:1, 15:0)
20. září 1970 (16.00) – Kardžali
 Mongolsko –  Guinea 3:1 (15:6, 15:2, 14:16, 20:18)
20. září 1970 (18.00) – Kardžali
 NDR –  Kuba 3:0 (15:13, 15:12, 15:7) 
20. září 1970 (20.00) – Kardžali
 NDR –  Guinea 3:0 (15:3, 15:2, 15:4) 
21. září 1970 (16.00) – Kardžali
 SSSR –  Mongolsko 3:0 (15:4, 15:8, 15:5) 
21. září 1970 (18.00) – Kardžali
 Kuba –  Tunisko 3:0 (18:16, 15:6, 15:12) 
21. září 1970 (20.00) – Kardžali
 NDR –  SSSR 3:1 (15:7, 12:15, 15:8, 15:10) 
22. září 1970 (16.00) – Kardžali
 Tunisko –  Mongolsko 3:2 (15:17, 15:13, 10:15, 15:9, 17:15)
22. září 1970 (18.00) – Kardžali
 Kuba –  Guinea 3:0 (15:8, 15:4, 15:2) 
22. září 1970 (20.00) – Kardžali
 NDR –  Mongolsko 3:0 (15:6, 15:5, 15:1) 
23. září 1970 (16.00) – Kardžali
 Guinea –  Tunisko 3:2 (5:15, 12:15, 16:14, 16:14, 15:13)
23. září 1970 (18.00) – Kardžali
 SSSR –  Kuba 3:0 (15:5, 15:5, 15:3) 
23. září 1970 (20.00) – Kardžali
 SSSR –  Guinea 3:0 (15:1, 15:2, 15:3) 
24. září 1970 (16.00) – Kardžali
 Kuba –  Mongolsko 3:0 (15:8, 15:9, 15:7) 
24. září 1970 (18.00) – Kardžali
 NDR –  Tunisko 3:0 (15:5, 15:8, 15:2)
24. září 1970 (20.00) – Kardžali

### Finále
|    |           | GDR  | BUL  | JPN  | TCH  | POL  | URS  | ROM  | BEL  | V | P | Skóre | B  |
| 1. | NDR       | ***  | 3:2  | 2:3  | 3:0  | 3:0  | 3:1* | 3:0  | 3:0  | 6 | 1 | 20:6  | 13 |
| 2. | Bulharsko | 2:3  | ***  | 3:2  | 3:1  | 3:1  | 3:0  | 3:0  | 3:0* | 6 | 1 | 20:7  | 13 |
| 3. | Japonsko  | 3:2  | 2:3  | ***  | 3:0  | 3:0  | 1:3  | 3:0* | 3:0  | 5 | 2 | 18:8  | 12 |
| 4. | ČSSR      | 0:3  | 1:3  | 0:3  | ***  | 3:2* | 3:0  | 3:2  | 3:0  | 4 | 3 | 13:13 | 11 |
| 5. | Polsko    | 0:3  | 1:3  | 0:3  | 2:3* | ***  | 3:1  | 3:2  | 3:1  | 3 | 4 | 12:16 | 10 |
| 6. | SSSR      | 1:3* | 0:3  | 3:1  | 0:3  | 1:3  | ***  | 2:3  | 3:0  | 2 | 5 | 10:16 | 9  |
| 7. | Rumunsko  | 0:3  | 0:3  | 0:3* | 2:3  | 2:3  | 3:2  | ***  | 3:1  | 2 | 5 | 10:18 | 9  |
| 8. | Belgie    | 0:3  | 0:3* | 0:3  | 0:3  | 1:3  | 0:3  | 1:3  | ***  | 0 | 7 | 2:21  | 7  |

- s hvězdičkou = zápas ze základní skupiny.

 SSSR –  Belgie 3:0 (15:9, 15:4, 15:3) 
26. září 1970 (10.00) – Sofie
 Československo –  Rumunsko 3:2 (7:15, 10:15, 15:13, 15:10, 15:6)
26. září 1970 (16.00) – Sofie
 Bulharsko –  Japonsko3:2 (10:15, 6:15, 15:13, 15:11, 15:2)
26. září 1970 (18.00) – Sofie
 NDR –  Polsko 3:0
26. září 1970 (20.00) – Sofie
 Rumunsko –  Belgie 3:1 (15:8, 15:13, 6:15, 15:6) 
27. září 1970 (10.00) – Sofie
 SSSR –  Japonsko 3:1 (16:14, 15:12, 9:15, 15:8) 
27. září 1970 (16.00) – Sofie
 Bulharsko –  Polsko 3:1 (15:11, 9:15, 15:8, 15:0) 
27. září 1970 (18.00) – Sofie
 NDR –  Československo 3:0 (16:14, 15:4, 15:7) 
27. září 1970 (20.00) – Sofie
 Japonsko –  Polsko 3:0 (15:4, 15:12, 15:10) 
28. září 1970 (10.00) – Sofie
 NDR –  Belgie 3:0 (15:11, 15:3, 15:8) 
28. září 1970 (16.00) – Sofie
 Bulharsko –  Československo 3:1 (15:12, 16:14, 8:15, 15:11) 
28. září 1970 (18.00) – Sofie
 Rumunsko –  SSSR 3:2 (15:8, 18:16, 11:15, 4:15, 15:7)
28. září 1970 (20.00) – Sofie
 Polsko –  Belgie 3:1 (12:15, 15:2, 15:6, 15:11) 
30. září 1970 (10.00) – Sofie
 Japonsko –  Československo 3:0 (15:9, 15:5, 15:5) 
30. září 1970 (16.00) – Sofie
 Bulharsko –  SSSR 3:0 (16:14, 15:13, 16:14) 
30. září 1970 (18.00) – Sofie
 NDR –  Rumunsko 3:0 (15:12, 15:10, 15:7) 
30. září 1970 (20.00) – Sofie
 Československo –  Belgie 3:0 (15:6, 15:2, 15:7) 
1. října 1970 (10.00) – Sofie
 Japonsko –  NDR 3:2 (15:13, 15:9, 13:15, 6:15, 15:6)
1. října 1970 (16.00) – Sofie
 Bulharsko –  Rumunsko 3:0 (15:10, 15:13, 15:8) 
1. října 1970 (18.00) – Sofie
 Polsko –  SSSR 3:1 (15:12, 15:12, 4:15, 15:10) 
1. října 1970 (20.00) – Sofie
 Japonsko –  Belgie 3:0 (15:11, 17:15, 15:2) 
2. října 1970 (10.00) – Sofie
 Polsko –  Rumunsko 3:2 (15:12, 15:9, 10:15, 10:15, 15:12)
2. října 1970 (16.00) – Sofie
 Československo –  SSSR 3:0 (15:8, 15:8, 15:13) 
2. října 1970 (18.00) – Sofie
 NDR –  Bulharsko 3:2 (15:11, 13:15, 15:7, 4:15, 15:13)
2. října 1970 (20.00) – Sofie

### O 9. – 16. místo
|     |            | PRK  | HUN  | YUG  | BRA | CUB  | NED | ITA  | MNG  | V | P | Skóre | B  |
| 9.  | KLDR       | ***  | 3:0  | 3:1  | 3:1 | 3:0  | 1:3 | 3:2  | 3:0  | 6 | 1 | 19:7  | 13 |
| 10. | Maďarsko   | 0:3  | ***  | 2:3  | 3:1 | 3:1* | 3:0 | 3:2  | 3:0  | 5 | 2 | 18:13 | 12 |
| 11. | Jugoslávie | 1:3  | 3:2  | ***  | 1:3 | 3:2  | 3:2 | 3:2* | 3:0  | 5 | 2 | 16:11 | 12 |
| 12. | Brazílie   | 1:3  | 1:3* | 3:1  | *** | 1:3  | 3:2 | 3:1  | 3:0  | 4 | 3 | 15:13 | 11 |
| 13. | Kuba       | 0:3  | 1:3  | 2:3  | 3:1 | ***  | 3:1 | 3:2  | 3:0* | 4 | 3 | 15:13 | 11 |
| 14. | Nizozemsko | 3:1  | 0:3  | 2:3  | 2:3 | 1:3  | *** | 3:2  | 3:0  | 3 | 4 | 14:15 | 10 |
| 15. | Itálie     | 2:3  | 2:3  | 2:3* | 1:3 | 2:3  | 2:3 | ***  | 3:1  | 1 | 6 | 14:19 | 8  |
| 16. | Mongolsko  | 0:3* | 0:3  | 0:3  | 0:3 | 0:3  | 0:3 | 1:3  | ***  | 0 | 7 | 1:21  | 7  |

- s hvězdičkou = zápas ze základní skupiny.

 Maďarsko –  Itálie 3:2
26. září 1970 – Jambol
 Kuba –  Nizozemsko 3:1
26. září 1970 – Jambol
 Brazílie –  Mongolsko3:0
26. září 1970 – Jambol
 KLDR –  Jugoslávie 3:0 (15:8, 15:4, 15:5)
26. září 1970 – Jambol
 Maďarsko –  Nizozemsko 3:2 (7:15, 15:13, 15:9, 15:17, 15:10)
27. září 1970 – Jambol
 KLDR –  Mongolsko3:0
27. září 1970 – Jambol
 Jugoslávie –  Kuba 3:1 (15:12, 4:15, 15:9, 17:15) 
27. září 1970 – Jambol
 Brazílie –  Itálie 3:1 (12:15, 15:2, 15:5, 15:10) 
27. září 1970 – Jambol
 Jugoslávie –  Mongolsko 3:0 (15:5, 15:6, 15:2) 
28. září 1970 – Jambol
 Maďarsko –  Kuba 3:2 (15:13, 11:15, 15:5, 14:16, 15:7)
28. září 1970 – Jambol
 KLDR –  Itálie 3:2 (15:5, 15:7, 12:15, 15:17, 15:7)
28. září 1970 – Jambol
 Brazílie –  Nizozemsko 3:2 (12:15, 15:10, 9:15, 15:7, 15:7)
28. září 1970 – Jambol
 Itálie –  Mongolsko 3:1
30. září 1970 – Jambol
 Kuba –  Brazílie 3:1 (13:15, 17:15, 15:6, 15:9) 
30. září 1970 – Jambol
 Jugoslávie –  Nizozemsko 3:0 (15:9, 15:5, 15:10) 
30. září 1970 – Jambol
 KLDR –  Maďarsko 3:1
30. září 1970 – Jambol
 Kuba –  Itálie 3:2 (13:15, 15:6, 17:15, 7:15, 15:8)
1. října 1970 – Jambol
 Nizozemsko –  Mongolsko 3:0 (15:2, 15:5, 15:3) 
1. října 1970 – Jambol
 Jugoslávie –  Maďarsko 3:2 (9:15, 15:13, 15:17, 15:12, 19:17)
1. října 1970 – Jambol
 KLDR –  Brazílie 3:1 (4:15, 16:14, 15:13, 15:10) 
1. října 1970 – Jambol
 Nizozemsko –  Itálie 3:2 (15:7, 11:15, 7:15, 15:11, 15:6)
2. října 1970 – Jambol
 Maďarsko –  Mongolsko 3:0
2. října 1970 – Jambol
 KLDR –  Kuba 3:0
2. října 1970 – Jambol
 Brazílie –  Jugoslávie 3:1 (10:15, 15:9, 15:8, 15:1)
2. října 1970 – Jambol

### O 17. – 22. místo
|     |           | FRA  | USA  | ISR  | FIN  | IRN  | TUN  | VEN  | GUI  | V | P | Skóre | B  |
| 17. | Francie   | ***  | 1:3  | 3:1  | 3:0  | 3:0  | 3:1  | 3:1* | 3:0  | 6 | 1 | 19:6  | 13 |
| 18. | USA       | 3:1  | ***  | 3:0  | 3:2* | 3:2  | 1:3  | 3:1  | 3:0  | 6 | 1 | 19:9  | 13 |
| 19. | Izrael    | 1:3  | 0:3  | ***  | 2:3  | 3:0* | 3:0  | 3:0  | 3:1  | 4 | 3 | 15:10 | 11 |
| 20. | Finsko    | 0:3  | 2:3* | 3:2  | ***  | 3:1  | 0:3  | 3:0  | 3:0  | 4 | 3 | 14:12 | 11 |
| 21. | Írán      | 0:3  | 2:3  | 0:3* | 1:3  | ***  | 3:0  | 3:0  | 3:2  | 3 | 4 | 12:14 | 10 |
| 22. | Tunisko   | 1:3  | 3:1  | 0:3  | 3:0  | 0:3  | ***  | 3:1  | 2:3* | 3 | 4 | 12:14 | 10 |
| 23. | Venezuela | 1:3* | 1:3  | 0:3  | 0:3  | 0:3  | 1:3  | ***  | 3:0  | 1 | 6 | 6:18  | 8  |
| 24. | Guinea    | 0:3  | 0:3  | 1:3  | 0:3  | 2:3  | 3:2* | 0:3  | ***  | 1 | 6 | 6:20  | 8  |

- s hvězdičkou = zápas ze základní skupiny.

 Venezuela –  Guinea 3:0
26. září 1970 – Chaskovo
 Tunisko –  Írán 3:1
26. září 1970 – Chaskovo
 Finsko –  Izrael 3:2 (15:12, 4:15, 15:9, 4:16, 15:8)
26. září 1970 – Chaskovo
 USA –  Francie 3:1
26. září 1970 – Chaskovo
 Finsko –  Tunisko 3:0 (15:7, 15:10, 15:9)
27. září 1970 – Chaskovo
 Izrael –  Guinea 3:1
27. září 1970 – Chaskovo
 USA –  Venezuela 3:1
27. září 1970 – Chaskovo
 Francie –  Írán 3:0
27. září 1970 – Chaskovo
 Finsko –  Guinea 3:0 (15:7, 15:6, 15:0) 
28. září 1970 – Chaskovo
 Francie –  Tunisko 3:1 (15:8, 15:4, 15:5) 
28. září 1970 – Chaskovo
 Írán –  Venezuela 3:0 (15:6, 15:9, 15:12) 
28. září 1970 – Chaskovo
 USA –  Izrael 3:0 (15:12, 15:10, 15:9) 
28. září 1970 – Chaskovo
 Tunisko –  Venezuela 3:1
30. září 1970 – Chaskovo
 Francie –  Izrael 3:1
30. září 1970 – Chaskovo
 USA –  Guinea 3:0
30. září 1970 – Chaskovo
 Írán –  Finsko 3:1 (6:15, 15:12, 15:10, 15:12) 
30. září 1970 – Chaskovo
 Tunisko –  USA 3:1 (12:15, 15:12, 15:6, 15:13) 
1. října 1970 – Chaskovo
 Izrael –  Venezuela 3:0 (15:12, 15:8, 15:12) 
1. října 1970 – Chaskovo
 Írán –  Guinea 3:2 (15:7, 12:15, 15:3, 3:15, 15:11)
1. října 1970 – Chaskovo
 Francie – Finland 3:0 (15:1, 15:12, 15:6) 
1. října 1970 – Chaskovo
 USA –  Írán 3:2
2. října 1970 – Chaskovo
 Francie –  Guinea 3:0
2. října 1970 – Chaskovo
 Izrael –  Tunisko 3:0
2. října 1970 – Chaskovo
 Finsko –  Venezuela 3:0 (15:7, 15:3, 15:10)
2. října 1970 – Chaskovo

## Soupisky
1.  NDR
| - Siegfried Schneider - Wolfgang Webner - Arnold Schulz - Jürgen Freiwald | - Wolfgang Weise - Horst Peter - Rainer Tscharke - Rudi Schumann | - Jürgen Maune - Jürgen Kessel - Horst Hagen - Eckehard Pietzsch |

2.  Bulharsko
| - Brunko Iljev - Dimitar Karov - Stojko Krajčev - Kiril Metodijev | - Zvetan Pavlov - Zdravko Simjonov - Vasil Simov - Kiril Slavov | - Stojan Stojev - Lazesar Stojanov - Aleksandar Trenev - Dimitar Zlatanov |

3.  Japonsko
| - Jošihide Fukao - Kendži Kimura - Isao Koizumi - Masajuki Minami | - Jasuaki Micumori - Džungo Morita - Júzó Nakamura - Kacutoši Nekota | - Seidži Óko - Tecuo Sató - Kendži Šimaoka - Tadajoši Jokota |

4.  Československo
| - Vladimír Petlák - Milan Vápenka - Lubomír Zajíček - Jaroslav Stančo | - Petr Pavlík - Ludvík Němec - J. Penc - M. Řezníček | - Jaroslav Tomáš - Pavel Schenk - Zdeněk Groessl - Drahomír Koudelka |

Trenéři: Karel Láznička, Zdeněk Malý.

## Konečné pořadí
| 7.               | Mistrovství světa 1970 | Z  | V  | P  | Skóre | B  |
| ---------------- | ---------------------- | -- | -- | -- | ----- | -- |
| Zlatá medaile    | NDR                    | 11 | 10 | 1  | 32:6  | 21 |
| Stříbrná medaile | Bulharsko              | 11 | 10 | 1  | 32:7  | 21 |
| Bronzová medaile | Japonsko               | 11 | 9  | 2  | 30:8  | 20 |
| 4.               | ČSSR                   | 11 | 8  | 3  | 25:15 | 19 |
| 5.               | Polsko                 | 11 | 7  | 4  | 24:21 | 18 |
| 6.               | Sovětský svaz          | 11 | 6  | 5  | 22:16 | 17 |
| 7.               | Rumunsko               | 11 | 6  | 5  | 22:20 | 17 |
| 8.               | Belgie                 | 11 | 4  | 7  | 14:22 | 15 |
| 9.               | KLDR                   | 11 | 8  | 3  | 26:13 | 19 |
| 10.              | Maďarsko               | 11 | 7  | 4  | 27:20 | 18 |
| 11.              | Jugoslávie             | 11 | 7  | 4  | 22:19 | 18 |
| 12.              | Brazílie               | 11 | 6  | 5  | 23:20 | 17 |
| 13.              | Kuba                   | 11 | 6  | 5  | 21:19 | 17 |
| 14.              | Nizozemsko             | 11 | 4  | 7  | 19:24 | 15 |
| 15.              | Itálie                 | 11 | 3  | 8  | 21:25 | 14 |
| 16.              | Mongolsko              | 11 | 1  | 10 | 6:31  | 12 |
| 17.              | Francie                | 11 | 7  | 4  | 22:17 | 18 |
| 18.              | USA                    | 11 | 6  | 5  | 20:21 | 17 |
| 19.              | Israel                 | 11 | 4  | 7  | 15:22 | 15 |
| 20.              | Finsko                 | 11 | 4  | 7  | 17:24 | 15 |
| 21.              | Írán                   | 11 | 3  | 8  | 14:26 | 14 |
| 22.              | Tunisko                | 11 | 4  | 7  | 15:25 | 15 |
| 23.              | Venezuela              | 11 | 1  | 10 | 7:30  | 12 |
| 24.              | Guinea                 | 11 | 1  | 10 | 7:32  | 12 |